# Білоцький Володимир Броніславович
Володи́мир Бронісла́вович Біло́цький — солдат 95-ї окремої десантно-штурмової бригади Збройних сил України, учасник російсько-української війни, що загинув у ході російського вторгнення в Україну в 2022 році.
Чин прощання із загиблим разом з бойовими побратимами командиром відділення старшиною Анатолієм Сидоренком та Аркадієм Бойком відбувся 20 березня 2022 року в місті Житомирі.

## Нагороди
- орден «За мужність» III ступеня (2022, посмертно) — за особисту мужність і самовіддані дії, виявлені у захисті державного суверенітету та територіальної цілісності України, вірність військовій присязі.